# Galluis
Galluis est une commune française située dans le département des Yvelines, en région Île-de-France.

## Géographie

Localisation de Galluis dans les Yvelines.

### Situation
La commune de Galluis se situe dans le centre du département des Yvelines, à 21 km au nord de Rambouillet, sous-préfecture, et à 26 km à l'ouest de Versailles, préfecture du département. Elle se trouve dans la « plaine de Montfort », petite région naturelle creusée par la Mauldre et ses affluents qui prolonge vers l'ouest la plaine de Versailles.
C'est une commune rurale, en partie boisée dans sa partie sud qui se rattache au massif forestier de Rambouillet. L'habitat est groupé dans le bourg. Des activités se sont établies le long de la route nationale.
| La Queue-les-Yvelines | Boissy-sans-Avoir |      |
|                       | Galluis           |      |
| Grosrouvre            |                   | Méré |

### Hydrographie
La commune est irriguée par le ruisseau du Lieutel, ruisseau de 13,7 km, affluent de la Mauldre, qui prend naissance dans la commune de Grosrouvre et longe les limites ouest et nord-ouest de Galluis.

### Transports et voies de communications

#### Réseau routier
Elle est traversée dans le sens est-ouest par la route nationale 12.

#### Desserte ferroviaire
La ligne de Saint-Cyr à Surdon passe par le territoire communal. La gare ferroviaire la plus proche est la gare de Montfort-l'Amaury - Méré qui est située à 3 km de la commune.

#### Bus
La commune est desservie par les lignes 2, 9, 22, 38 et Express 49 et Express 67 du réseau de bus Centre et Sud Yvelines.

### Climat
Pour des articles plus généraux, voir Climat de l'Île-de-France et Climat des Yvelines.
En 2010, le climat de la commune est de type climat océanique dégradé des plaines du Centre et du Nord, selon une étude du CNRS s'appuyant sur une série de données couvrant la période 1971-2000. En 2020, Météo-France publie une typologie des climats de la France métropolitaine dans laquelle la commune est dans une zone de transition entre le climat océanique et le climat océanique altéré et est dans la région climatique Sud-ouest du bassin Parisien, caractérisée par une faible pluviométrie, notamment au printemps (120 à 150 mm) et un hiver froid (3,5 °C).
Pour la période 1971-2000, la température annuelle moyenne est de 10,9 °C, avec une amplitude thermique annuelle de 14,1 °C. Le cumul annuel moyen de précipitations est de 673 mm, avec 11,3 jours de précipitations en janvier et 8 jours en juillet. Pour la période 1991-2020, la température moyenne annuelle observée sur la station météorologique la plus proche, située sur la commune de Saint-Léger-en-Yvelines à 9 km à vol d'oiseau, est de 11,0 °C et le cumul annuel moyen de précipitations est de 706,3 mm,. Pour l'avenir, les paramètres climatiques de la commune estimés pour 2050 selon différents scénarios d'émission de gaz à effet de serre sont consultables sur un site dédié publié par Météo-France en novembre 2022.

## Urbanisme

### Typologie
Au 1er janvier 2024, Galluis est catégorisée bourg rural, selon la nouvelle grille communale de densité à sept niveaux définie par l'Insee en 2022.
Elle est située hors unité urbaine. Par ailleurs la commune fait partie de l'aire d'attraction de Paris, dont elle est une commune de la couronne,. Cette aire regroupe 1 929 communes,.

### Occupation des solssimplifiée
Le territoire de la commune se compose en 2017 de 73,12 % d'espaces agricoles, forestiers et naturels, 11,29 % d'espaces ouverts artificialisés et 15,59 % d'espaces construits artificialisés.

## Toponymie
Le nom de la localité est attesté sous les formes apud Galleias en 1230, Galleis en 1270, Galluis en 1294, Galuys en 1382, Galluy en 1690.
Albert Dauzat rapproche Galluis de Galie, ancien domaine près de Versailles (Capella Gallie) et de Gallicourt, lieu-dit à Rueil-Malmaison, faute de formes anciennes puisqu'il n'en connait pas. Il le considère comme obscur, mais présuppose tout de même un radical Wal- qui renvoierait à un anthroponyme germanique en Wal-.

## Histoire

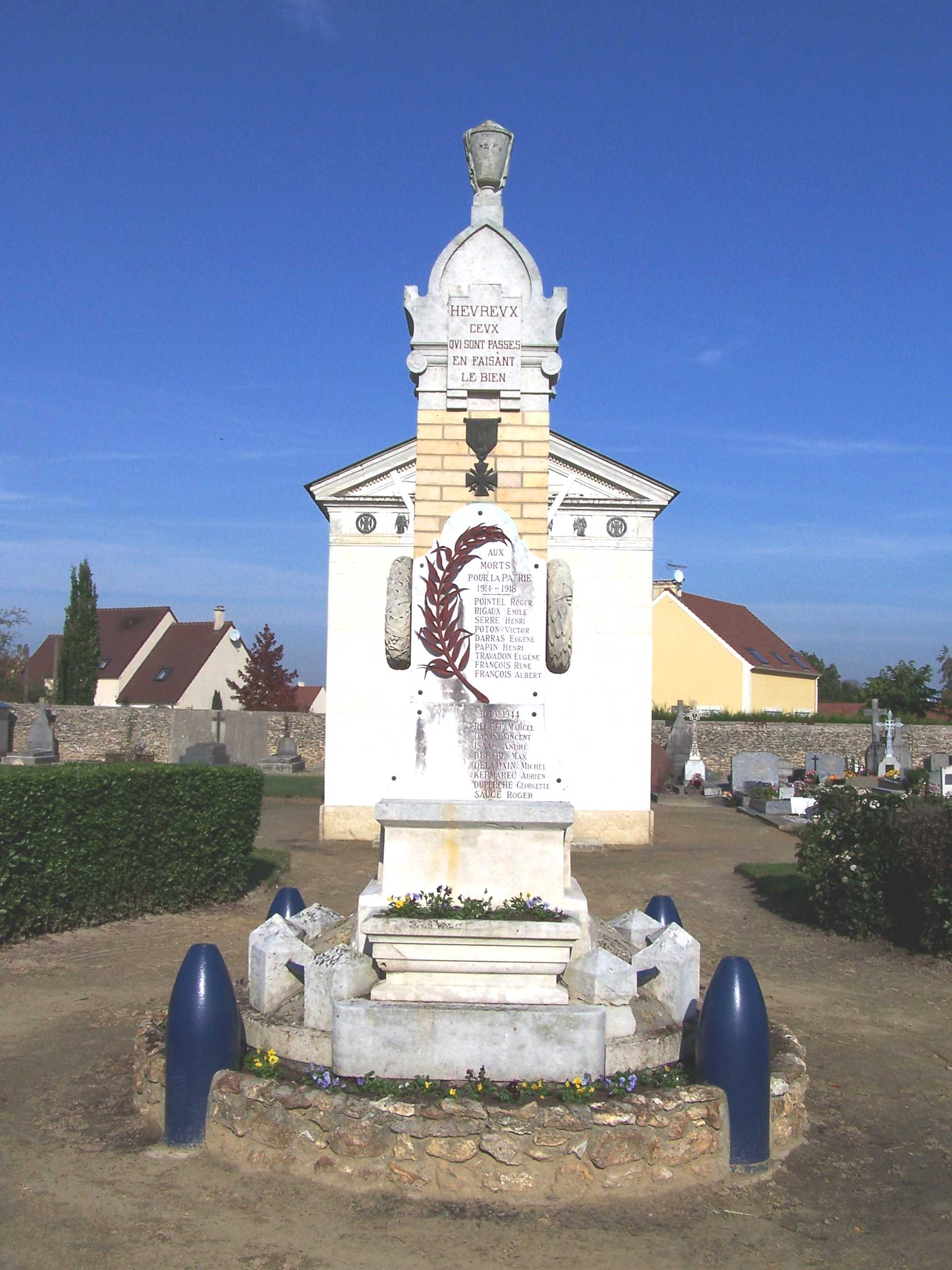
Le monument aux morts.

Le site est habité depuis l'époque gallo-romaine.
En 1883, la commune de La Queue-les-Yvelines a été détachée de Galluis par démembrement de l'ancienne commune de Galluis-la-Queue.

## Politique et administration

### Liste des maires
| Période                                  | Période  | Identité       | Étiquette | Qualité |
| ---------------------------------------- | -------- | -------------- | --------- | ------- |
| Les données manquantes sont à compléter. |          |                |           |         |
| avant 1995                               | ?        | Patrick Danis  |           |         |
| mars 2001                                | En cours | Annie Gonthier |           |         |

## Population et société

### Démographie

#### Évolution démographique
L'évolution du nombre d'habitants est connue à travers les recensements de la population effectués dans la commune depuis 1793. Pour les communes de moins de 10 000 habitants, une enquête de recensement portant sur toute la population est réalisée tous les cinq ans, les populations de référence des années intermédiaires étant quant à elles estimées par interpolation ou extrapolation. Pour la commune, le premier recensement exhaustif entrant dans le cadre du nouveau dispositif a été réalisé en 2007.

En 2022, la commune comptait 1 281 habitants, en évolution de +7,92 % par rapport à 2016 (Yvelines : +2,72 %, France hors Mayotte : +2,11 %).
| 1793 | 1800 | 1806 | 1821 | 1831  | 1836  | 1841  | 1846  | 1851  |
| ---- | ---- | ---- | ---- | ----- | ----- | ----- | ----- | ----- |
| 858  | 946  | 958  | 965  | 1 048 | 1 106 | 1 009 | 1 048 | 1 065 |

| 1856 | 1861  | 1866 | 1872  | 1876  | 1881  | 1886 | 1891 | 1896 |
| ---- | ----- | ---- | ----- | ----- | ----- | ---- | ---- | ---- |
| 983  | 1 050 | 995  | 1 017 | 1 007 | 1 024 | 373  | 339  | 374  |

| 1901 | 1906 | 1911 | 1921 | 1926 | 1931 | 1936 | 1946 | 1954 |
| ---- | ---- | ---- | ---- | ---- | ---- | ---- | ---- | ---- |
| 403  | 380  | 419  | 373  | 403  | 407  | 444  | 466  | 508  |

| 1962 | 1968 | 1975 | 1982 | 1990 | 1999  | 2006  | 2007  | 2012  |
| ---- | ---- | ---- | ---- | ---- | ----- | ----- | ----- | ----- |
| 540  | 662  | 735  | 803  | 914  | 1 034 | 1 114 | 1 125 | 1 138 |

| 2017  | 2022  | - | - | - | - | - | - | - |
| ----- | ----- | - | - | - | - | - | - | - |
| 1 212 | 1 281 | - | - | - | - | - | - | - |

#### Pyramide des âges
En 2018, le taux de personnes d'un âge inférieur à 30 ans s'élève à 38,8 %, soit au-dessus de la moyenne départementale (38 %). À l'inverse, le taux de personnes d'âge supérieur à 60 ans est de 19,4 % la même année, alors qu'il est de 21,7 % au niveau départemental.
En 2018, la commune comptait 620 hommes pour 598 femmes, soit un taux de 50,90 % d'hommes, largement supérieur au taux départemental (48,68 %).
Les pyramides des âges de la commune et du département s'établissent comme suit.
| Hommes | Classe d’âge | Femmes |
| ------ | ------------ | ------ |
| 0,3    | 90 ou +      | 1,4    |
| 4,0    | 75-89 ans    | 3,4    |
| 15,8   | 60-74 ans    | 14,0   |
| 21,6   | 45-59 ans    | 23,9   |
| 18,9   | 30-44 ans    | 19,2   |
| 17,5   | 15-29 ans    | 18,1   |
| 22,0   | 0-14 ans     | 20,0   |

| Hommes | Classe d’âge | Femmes |
| ------ | ------------ | ------ |
| 0,6    | 90 ou +      | 1,4    |
| 6      | 75-89 ans    | 7,8    |
| 13,5   | 60-74 ans    | 14,8   |
| 20,7   | 45-59 ans    | 20,1   |
| 19,6   | 30-44 ans    | 19,9   |
| 18,5   | 15-29 ans    | 16,8   |
| 21,2   | 0-14 ans     | 19,2   |

### Enseignement
La commune possède une école élémentaire publique, l'école du Grand-Jardin.

## Économie
- Agriculture.
- Commune résidentielle.

## Culture locale et patrimoine

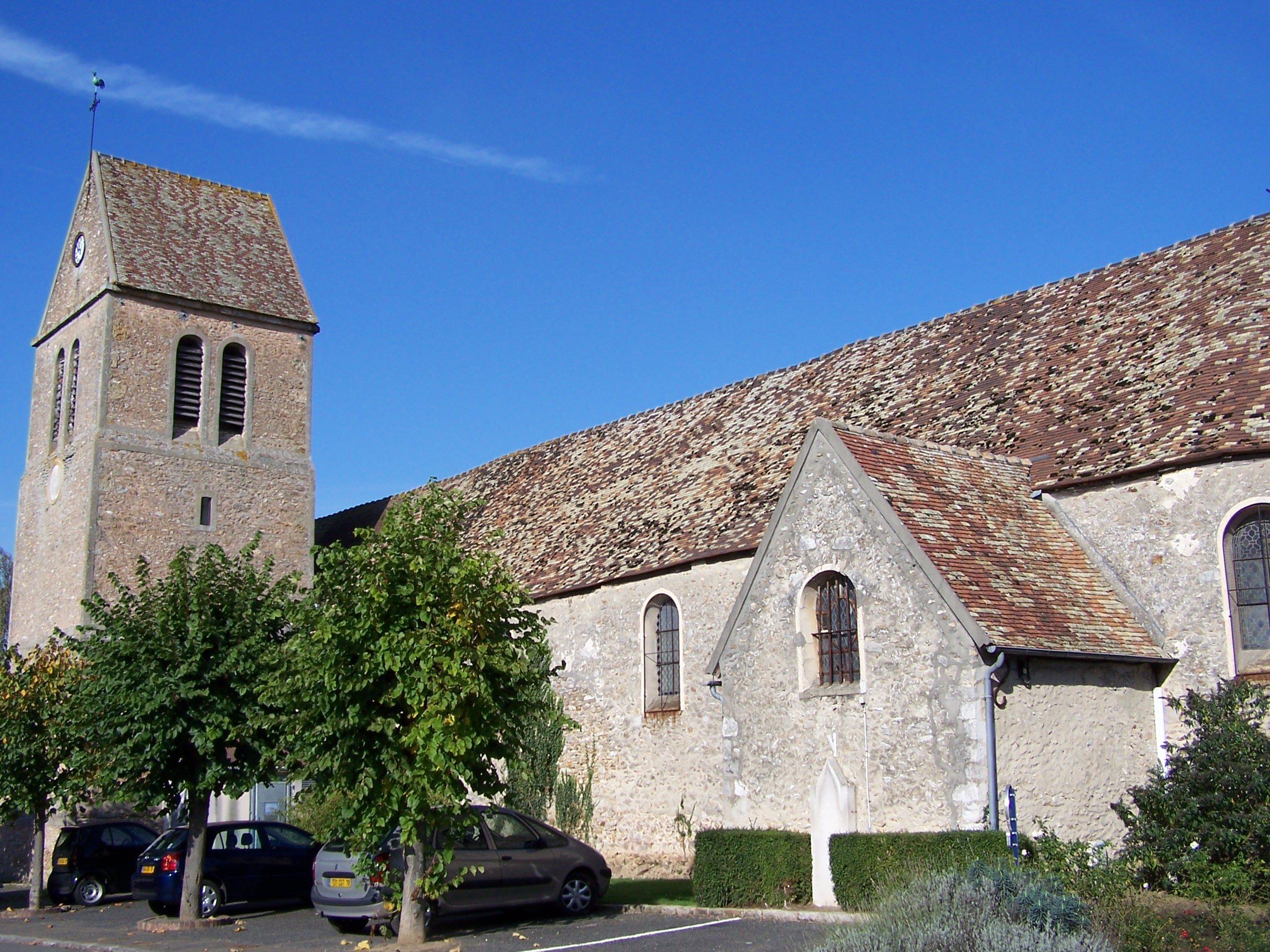
L'église Saint-Martin.

### Lieux et monuments
- Église Saint-Martin, datant du XIIIe siècle.
- Château de Lieutel des XIVe et XIXe siècles.

Édifice de style Louis XIII avec murs de brique rouge, chaînages de pierres blanches et toits d'ardoise.
- Maison d'Antoine Germain Labarraque (impasse des Platanes), pharmacien de Charles X, qui y avait son laboratoire.

### Personnalités liées à la commune
- Antoine Germain Labarraque (1777-1850), pharmacien français, a résidé à Galluis où il est mort le 9 décembre 1850. Il s'est illustré notamment dans l'étude de l'application des hypochlorites en médecine humaine et pour la purification des eaux[25].
- Ganna Walska (1887-1984), épouse de l'industriel Harold F. McCormick, artiste lyrique, propriétaire du théâtre des Champs-Élysées, propriétaire du château en 1929[26],[27].
- Charles Aznavour (1924-2018), artiste français, y a vécu entre 1967 et 1971[28],[29]. Le couple Daniel Gélin et Danièle Delorme, artistes de cinéma, séjourna de nombreuses années dans la commune, dans leur propriété de  "La Héderaie".

### Galluis et le cinéma
- Un épisode de la série L'Instit y a été tourné, La Gifle (saison 6, épisode 4).

### Héraldique
| Blason de Galluis | Blason  | D'azur à la herse sarrasine d'argent sommée d'un coq d'or, accostée de deux serpes adossées aussi d'argent emmanchées aussi d'or. |
| Blason de Galluis | Détails | |